# Ramadan
Cet article est consacré au mois de Ramadan, pour un article sur le jeûne islamique et tout particulièrement celui du mois de Ramadan, voir Saoum
Pour les articles homonymes, voir Ramadan (homonymie).
 (janvier 2024).
Ramadan, parfois orthographié ramadhan ou ramaḍān (en arabe : رَمَضَان), est le neuvième mois du calendrier hégirien,. Seul mois dont le nom figure dans le Coran, il est pour les musulmans le « mois saint par excellence » car il constitue le mois du jeûne (ou saoum) et contient Laylat al-Qadr (la nuit du Destin).
En français comme en anglais, on emploie indifféremment le mot « ramadan » pour désigner le mois saint pour les musulmans et, par métonymie, le jeûne ou saoum.

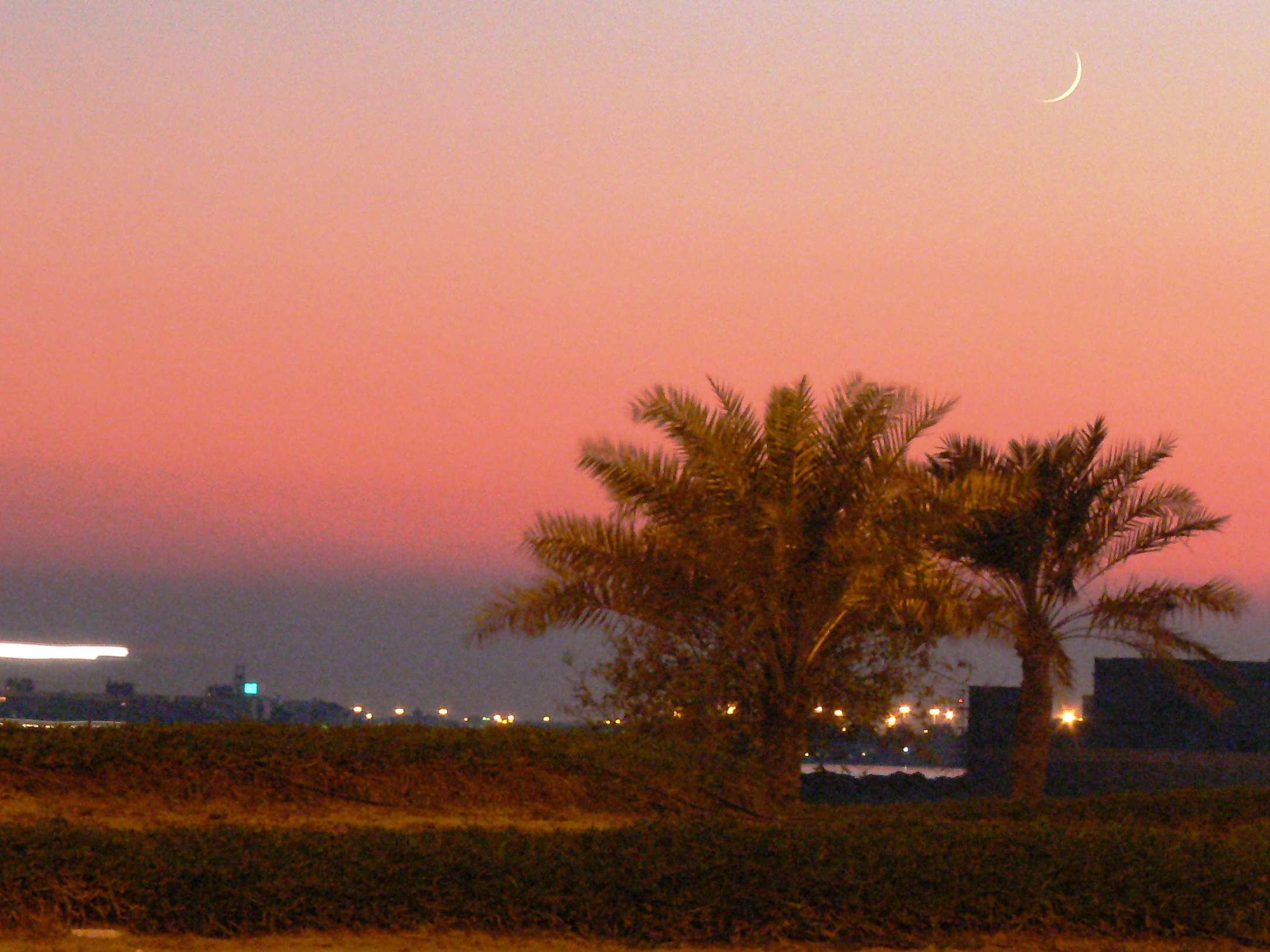
Le début du mois est fondé sur l'observation du premier croissant visible après la nouvelle lune.

Le jeûne du mois de ramadan constitue l’un des cinq piliers de l’islam. Au cours de ce mois, les musulmans — c'est-à-dire les adultes en bonne santé et les enfants ayant atteint la puberté selon les courants de l’islam — ne doivent ni manger, ni boire, ni avoir de rapport sexuel de l’aube au coucher du soleil,. Le ramadan est considéré comme le « mois de la charité » car, lorsqu’il s’achève, le fidèle doit s’acquitter d’une aumône, la zakât al-fitr (aumône de la rupture). Il est aussi le mois au cours duquel de nombreux autres événements importants de l’histoire de l’islam sont commémorés.

## Origine
Le nom ramadan a été donné au neuvième mois dans le monde arabe bien avant l'arrivée de l’islam. Le mot lui-même est dérivé de la racine sémitique r-m-ḍ, : composée de rā, mīm et ḍād, qui désigne l'extrême chaleur de l’été. Pour M. Plessner, elle indique que, dans le calendrier lunisolaire préislamique, le mois tombait en été. Pour L’Encyclopédie de l’Islam, seulement deux mois séparent le ramadan d’un autre mois dont l’étymologie pourrait être liée au froid, « cette question de savoir si les mois en Arabie centrale étaient véritablement liés à des saisons particulières est controversée. »
En se référant à l'étymologie du nom des mois, le 9e mois, le mois du ramadan correspondrait au début de l'automne, débutant au alentour de l'équinoxe, vers septembre-octobre, le nom provenant de al-ramadh, les premières pluies fines qui annoncent le début de l’automne. Cette hypothèse est appuyée par le nom des mois qui le précèdent:
- le 2e mois, ṣafar (en arabe : صَفَر, ṣafar?,  litt. « zéro »), pourrait tirer son nom de l'équinoxe de mars où la différence entre le jour est la nuit est nulle, qui correspondrait à mars-avril ;
- les 3e et 4e mois, rabī al-awwal (en arabe : رَبِيعُ ٱلْأَوَّل, rabīʿ al-ʾawwal?,  litt. « premier (mois) du printemps ») et rabia ath-thani (en arabe : رَبِيعُ ٱلثَّانِي, rabīʿ ath-thānī?,  litt. « deuxième (mois) du printemps »)[16], qui correspondraient à avril-mai et mai-juin. Le printemps étant de fin mars à fin juin ;
- les 5e et 6e mois, jumādā al-ʾūlā (en arabe : جُمَادَى ٱلْأُولَى, jumādā al-ʾūlā?,  litt. « premier (mois) de sécheresse ») et jumādā aṯ-ṯānya (en arabe : جُمَادَى ٱلثَّانِيَة, jumādā aṯ-ṯānya?,  litt. « deuxième (mois) de sécheresse »)[17], qui correspondraient à juin-juillet et juillet-août. La période la plus chaude en Arabie centrale étant vers juillet.

## Calendrier

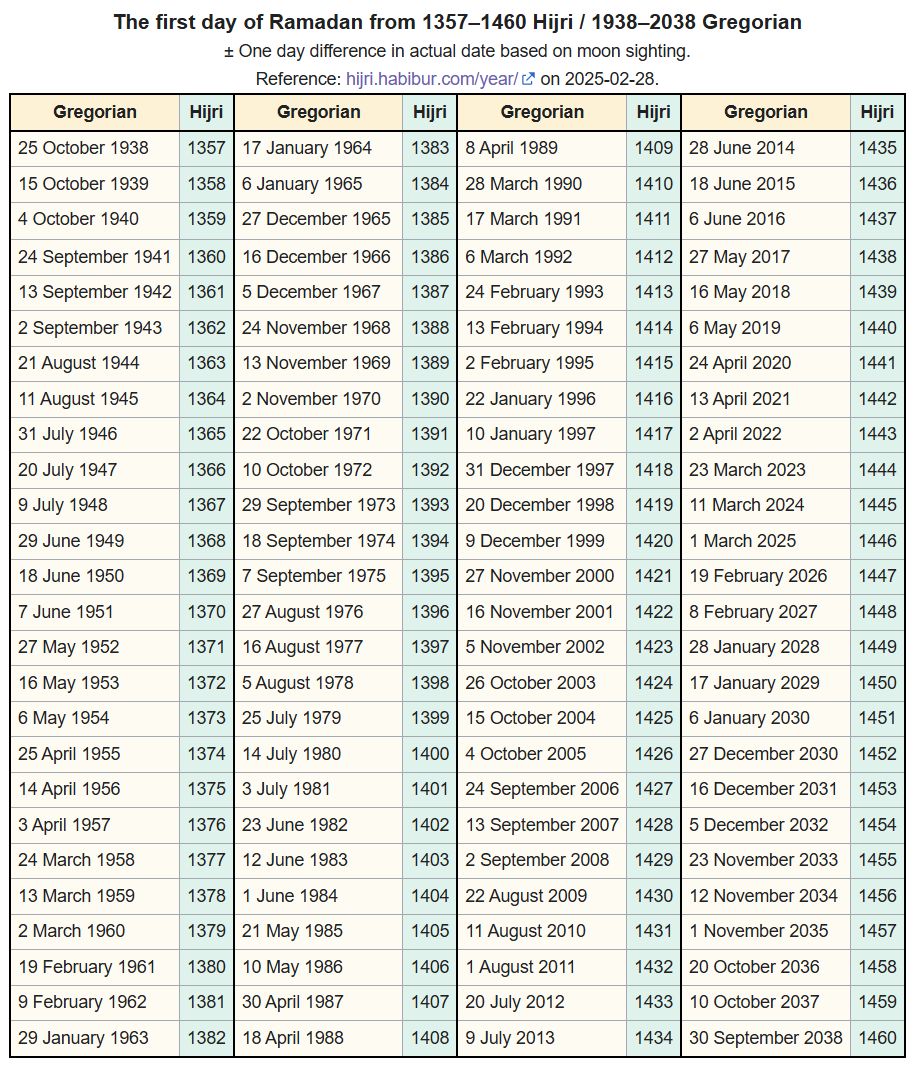
Tableau indiquant le début du ramadan de 1938 à 2038 (de 1357 à 1460 en millésime hégirien).

Le calendrier hégirien est un calendrier lunaire : chaque mois commence après la nouvelle lune, lorsque le premier fin croissant (hilal) est visible. Les jours commençant au coucher du Soleil, le nouveau croissant doit être aperçu avant qu'il ne disparaisse à l'horizon dans les lueurs crépusculaires. Si la nouvelle lune est postérieure au coucher du Soleil, l'observation se fait le lendemain. Autre impératif : le 29 de ramadan (comme d'ailleurs de chaque mois) doit correspondre à celui de la nouvelle lune. Comme le calendrier musulman de douze mois lunaires compte dix à douze jours de moins que le calendrier solaire et aucune intercalation, ramadan se décale d'autant chaque année et passe progressivement d'une saison à l'autre sur un cycle de trente ans environ.
Les dates approximatives de début et de fin du ramadan en France, pour la période 2016-2026, sont les suivantes, à un jour près selon les observations dans les « nuits du doute » de début et fin du mois lunaire :
| Ère commune | Ère hégirienne        | Début      | Fin       | Nombre de jours |
| ----------- | --------------------- | ---------- | --------- | --------------- |
| 2016        | 1437                  | 6 juin     | 5 juillet | 30              |
| 2017        | 1438                  | 27 mai     | 24 juin   | 29              |
| 2018        | 1439[réf. nécessaire] | 17 mai     | 14 juin   | 29              |
| 2019        | 1440[réf. nécessaire] | 6 mai      | 3 juin    | 29              |
| 2020        | 1441[réf. nécessaire] | 24 avril   | 23 mai    | 30              |
| 2021        | 1442[réf. nécessaire] | 13 avril   | 12 mai    | 30              |
| 2022        | 1443[réf. nécessaire] | 2 avril    | 1er mai   | 30              |
| 2023        | 1444[réf. nécessaire] | 23 mars    | 20 avril  | 29              |
| 2024        | 1445[réf. nécessaire] | 11 mars    | 9 avril   | 30              |
| 2025        | 1446                  | 1er mars   | 29 mars   | 29              |
| 2026        | 1447[réf. nécessaire] | 19 février | 19 mars   | 29              |

La majorité des musulmans insiste sur l'observation locale du croissant de lune pour marquer le début du ramadan, mais d'autres insistent sur le calcul de la nouvelle lune pour déterminer le début du mois. Puisque le premier croissant après la nouvelle lune n'est pas visible partout en même temps, les dates de début et de fin du mois dépendent de ce qui est visible dans chaque lieu. Par conséquent, les dates varient d'un pays à l'autre, mais généralement d'un jour ou deux seulement ; ceci est le résultat du cycle lunaire.
Chaque année solaire, le ramadan commence donc dix à douze jours avant celui de l'année précédente. Des projections astronomiques donnant les possibilités d'observation de la lune à la veille de ramadan et à la veille de shawaal sont disponibles.

## Fêtes et événements du mois de ramadan

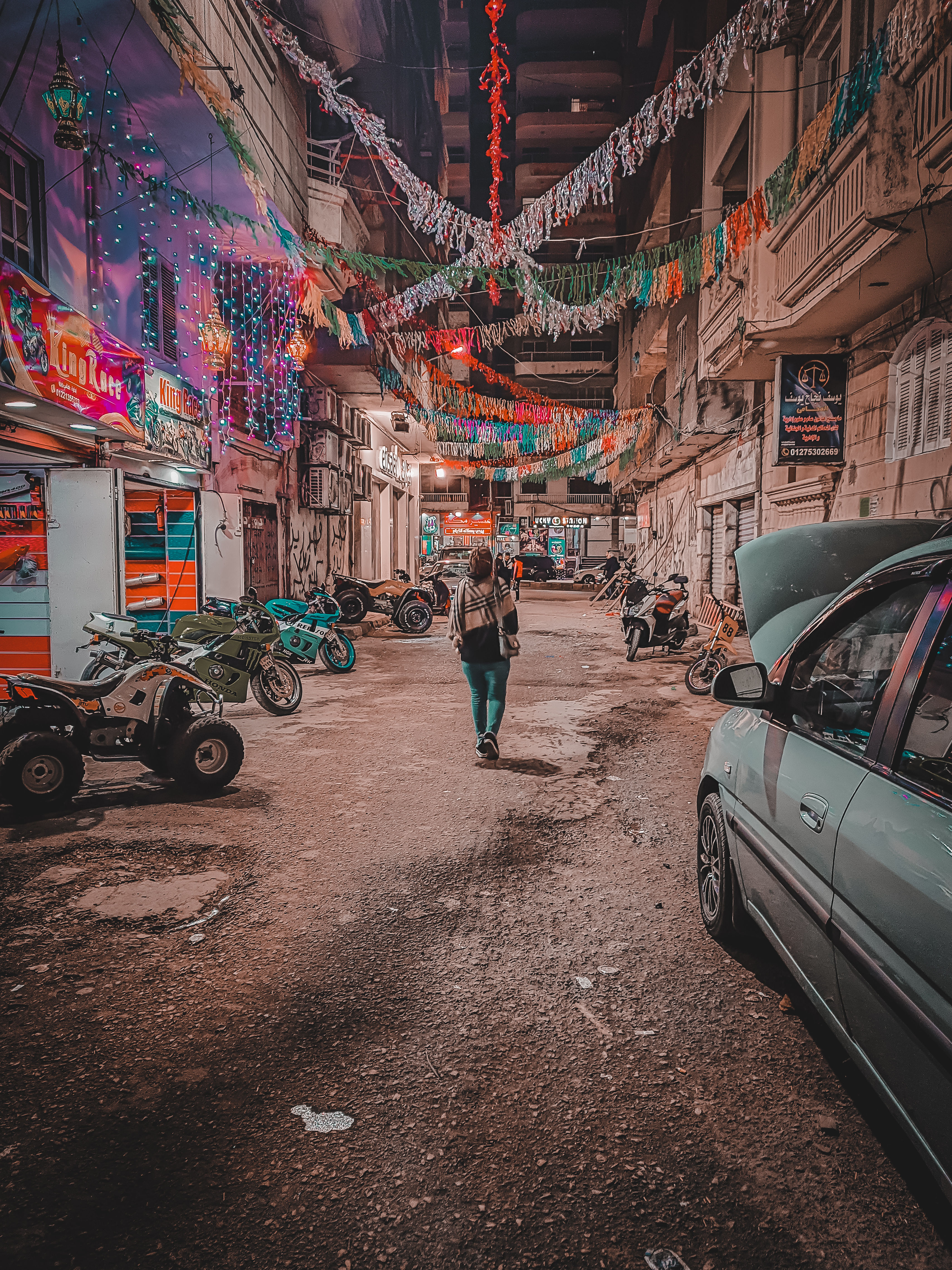
Ambiance de ramadan dans les rues d'Alexandrie (Égypte).

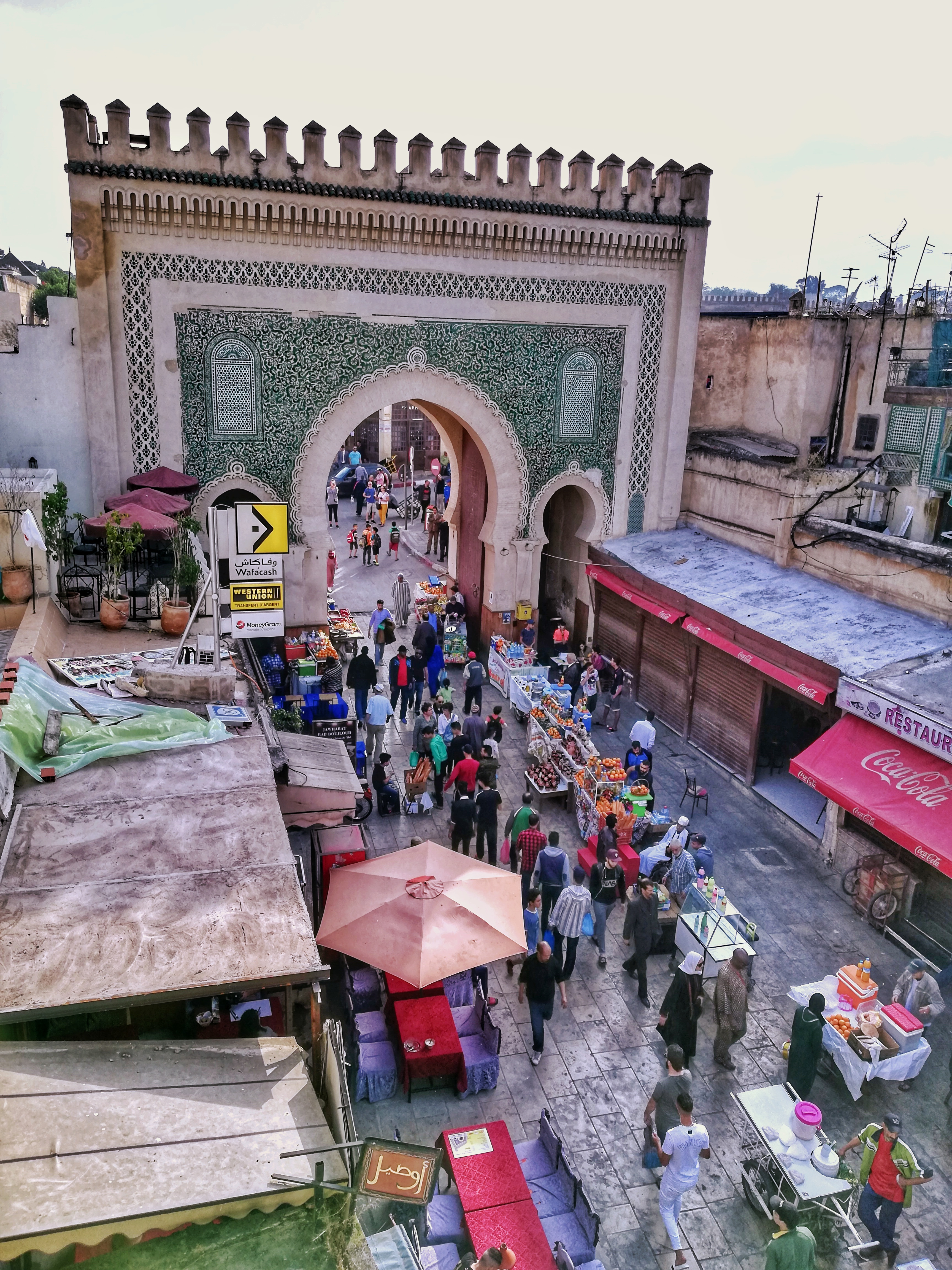
La vue de la porte Bab Boujloud avec le souk à l'intérieur au moment de ramadan, Fez, Maroc.

### Laylat al-Qadr
Laylat al-Qadr (Nuit du Destin), considérée comme la nuit la plus sainte de l'année, est une commémoration observée au cours de l'un des dix derniers jours impairs du mois. C'est au cours de cette nuit que les premiers versets du Coran auraient été révélés au prophète Mahomet par l'archange Gabriel. Sur la base du Coran, pour les musulmans cette nuit est « meilleure que mille mois » de prières, de bonnes actions et d'invocation : prier tout au long de cette nuit est ainsi autant récompensé que prier durant mille mois ; de nombreux musulmans passent donc une partie (ou toute la nuit pour certains) à prier ou lire le Coran. Selon le sunnisme, cette nuit est la 21e, la 23e, la 25e, la 27e ou la 29e du mois alors que, selon le chiisme, cette nuit est la 19e, la 21e ou la 23e du mois, selon les années. Toutefois, si statistiquement la date la plus fréquente est la 27e, pour une année précise la véritable date reste impossible à déterminer. Dès lors, plusieurs stratégies sont offertes au croyant pour bénéficier de ces bienfaits : prier plusieurs nuits de suite, prier le 27e jour en sachant que c’est efficace dans 67 cas sur 100, etc..
L'origine syriaque de certains termes utilisés dans la sourate 97 parlant de la Nuit du Destin permet d'y reconnaître un texte — « shahr » signifiant « vigile nocturne » en syriaque — issu du domaine de la liturgie syriaque de Noël. Pour Christoph Luxenberg, cette sourate évoquerait donc la descente de Jésus avant d’avoir été réinterprétée en descente du Coran.

### Zakât al-fitr
Avant la fin du mois de ramadan est versée la zakât al-fitr (aumône de la rupture du jeûne). Il s'agit d'un don annuel du croyant. D'après une étude anthropologique dans les milieux ruraux de l’Égypte, seuls 20 % des agriculteurs musulmans payent la zakat. Ils sont, en revanche, 76 % à verser la zakat al-fitr, ce qui est pourtant une obligation moins importante. Elle est "plus ressentie par les croyants pour son lien avec le mois sacré du ramadan".

### Aïd el-Fitr
La fête islamique de l'Aïd el-Fitr, le 1er chawwal, marque la fin de la période de jeûne et le premier jour du mois suivant, après qu'une autre nouvelle lune a été repérée ; l'Aïd arrive donc après 29 ou 30 jours de jeûne. Aïd el-Fitr désigne la fête de la rupture du jeûne, l'occasion de célébrations et de fêtes. Ce jour-là les musulmans se rendent dans les mosquées en début de matinée, vêtus de leurs plus beaux vêtements (souvent nouveaux), pour la première prière de l'Aïd. Des présents sont ensuite remis aux enfants, des festins sont organisés et des visites aux parents et amis effectuées ; des aliments sont aussi donnés aux pauvres (zakat al-fitr). Les musulmans profitent de ce jour de fête pour rendre visite à leurs amis proches et leur famille. Certains musulmans considèrent qu'une fête doit durer 3 jours, donc ils célèbrent l'Aïd pendant 3 jours. La prière est de deux rak'aahs seulement et elle est optionnelle (sunat) par opposition aux cinq prières quotidiennes prescrites[réf. nécessaire].
Durant le mois suivant, appelé chawwal, il est recommandé aux musulmans de jeûner encore six jours connus sous le nom as-sitta al-bid. Il est possible de faire cette période de façon continue ou discontinue, sans incidence sur le mérite. D'autre part, la loi musulmane n'apporte aucun caractère d'obligation à ce dernier jeûne[réf. nécessaire].

### Solidarité et générosité
Ramadan est l'occasion de longs moments d'introspection personnelle chez les croyants. Pendant cette période, l'attention à autrui et les gestes solidaires envers les plus vulnérables sont particulièrement encouragés. En France, de nombreuses associations humanitaires se chargent de centraliser les dons pendant le Ramadan pour les transformer en actions d'aide alimentaire destinées aux personnes les plus démunies, que ce soit en France ou dans le monde. C'est le cas, par exemple, du Secours islamique France (SIF), qui organise les Tables du Ramadan, ouvertes à toutes les personnes dans le besoin.

### Autres événements
Ramadan est le mois au cours duquel de nombreux événements importants de l'histoire de l'islam sont commémorés, parmi lesquels :
- le 6 ramadan[33], la naissance d'Hussein, petit-fils de Mahomet[6] ;
- celle de Fatima, fille de Mahomet[34] ;
- le 10 ramadan[33], la mort de Khadija, la première épouse de Mahomet, en 619[6],[35] ;
- le 17 ramadan[33], la bataille de Badr, au cours de laquelle les musulmans remportèrent leur première victoire sur les Mecquois, en 624[6],[35] ;
- le 19 ramadan[33], la prise de La Mecque en 630[6] ;
- le 21 ramadan[33], l'assassinat d'Ali, gendre de Mahomet, 4e calife et 1er imam chiite, en 661[6],[35] ;
- le 22 ramadan[33], la naissance du précédent ;
- la mort d'Ali ar-Rida, 8e imam chiite, en 818[36].

Outre Badr et La Mecque, plusieurs grandes batailles victorieuses de l'histoire de l'islam (Bouwayb (en), Guadalete, Amorium, Aïn Djalout, Antioche) se sont déroulées pendant le mois de ramadan, raison pour laquelle il est parfois surnommé le « mois des conquêtes ».

## Pratique du jeûne

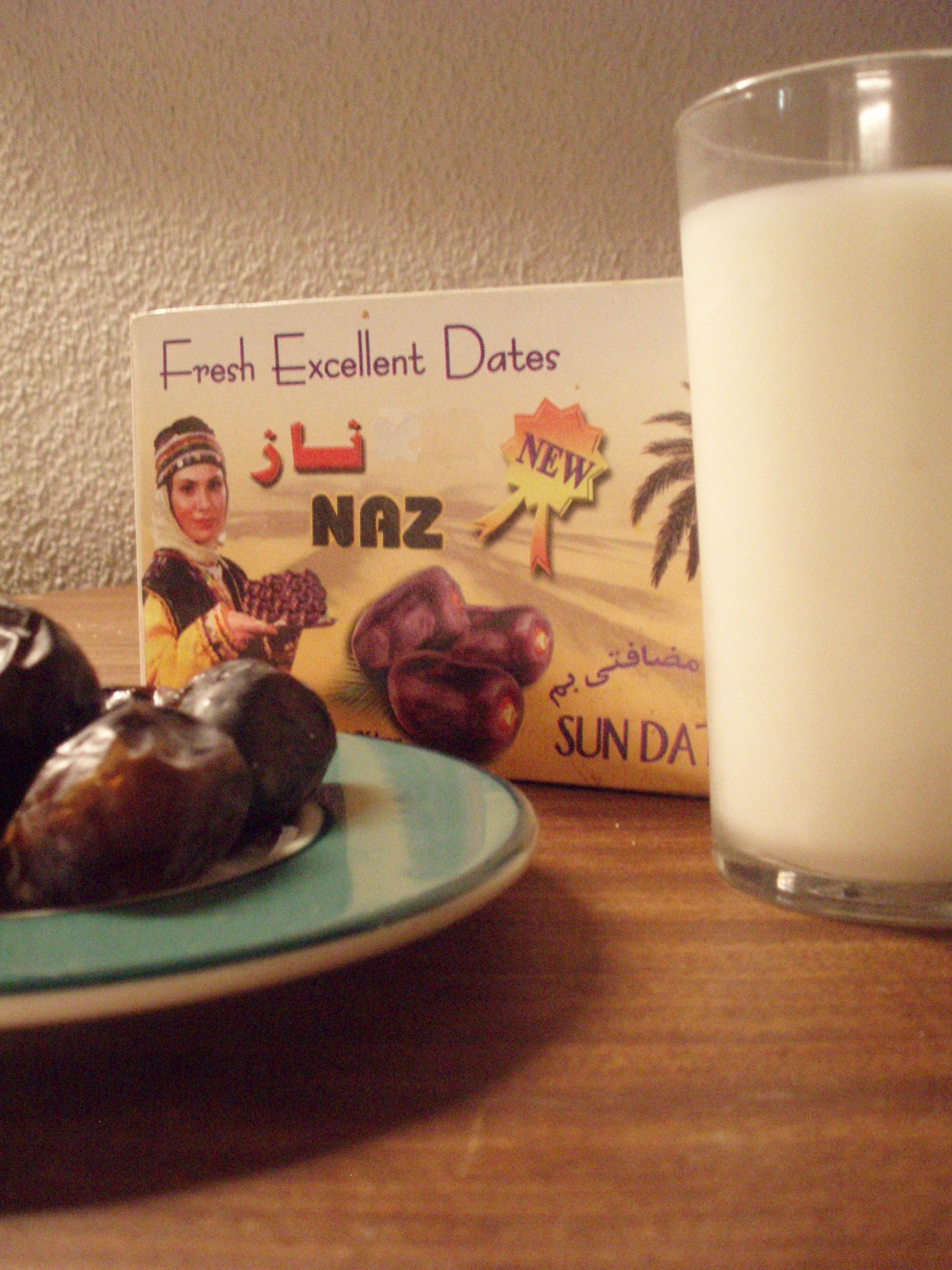
Exemple de sahur avant le lever du soleil.

L'événement le plus important de ce mois est le jeûne, l'un des cinq « piliers » (arkān) de l'islam. Selon un article d'Al Jazeera de 2025, 1,9 milliard de musulmans dans le monde observent le ramadan.
Les musulmans doivent arrêter de manger et de boire avant l'appel à la prière de l'aube, et ce jusqu'à ce que commence la quatrième prière de la journée, al-maghrib. Le jeûne doit être absolu depuis le moment où « apparaît, pour vous, le fil blanc du fil noir » (Coran, II, 187) jusqu'au coucher du Soleil. Le début du jeûne correspond dans la pratique et selon les exégètes soit au début du crépuscule astronomique, lors de la disparition des étoiles de magnitude 6 mais en l'absence de toute lueur sur l'horizon, soit à l'angle -15°, soit au début du crépuscule nautique, moment qui correspond à l'apparition des premières lueurs de l'aube et le seul en cohérence absolue avec le Coran. Le Soleil est alors respectivement abaissé à 12° en dessous de l'horizon ; le jeûne ne cessera qu'au coucher complet du Soleil (iftar). Les musulmans peuvent alors commencer à manger et à boire, jusqu'à l'appel à la prière d'Al-Fajr le lendemain. Ensuite, le processus recommence pour une nouvelle journée.

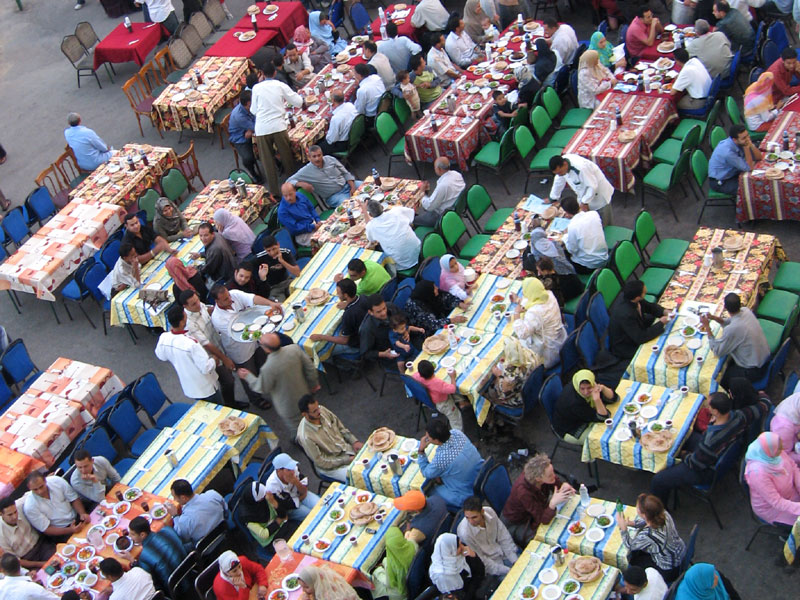
Repas de rupture du jeûne (Égypte).

Ramadan est à la fois fête du Coran (valeur commémorative, puisque c'est le mois où « le Coran descendit comme direction pour les hommes » - II, 185) et jeûne prescrit. Cette commémoration se traduit par les tarawih, séances de prières pratiquées à la mosquée en soirée, après celle de la Isha, et au cours desquelles l'imam lit une partie du Coran. À la fin du ramadan, l'imam doit avoir effectué une récitation complète des sourates.
Les musulmans doivent faire plus d'efforts pour suivre les enseignements de l'Islam et éviter toutes attitudes et tous comportements contraires aux commandements de leur religion. Sont également proscrites durant les heures de jeûne les pensées et activités sexuelles (d'après Coran - Sourate II "Al-Baqara", verset 187).

### En France
Selon France Culture, parmi les 5,4 millions de Français de confession musulmane, 70 % pratiquent le jeûne du ramadan. Jamel El Hamri (chercheur associé à l'Iremam-CNRS) considère que la pratique est difficile à mesurer précisément. On note un essor de la pratique chez les jeunes des confessions musulmanes en France, en effet, selon un sondage Ifop de 2019, 83 % des musulmans de 15 à 17 ans en France déclaraient avoir jeûné pendant tout le Ramadan.
En 2017, entre 24,7 % et 25,8 % de la population carcérale en France a pratiqué le ramadan,.

## Traditions culinaires

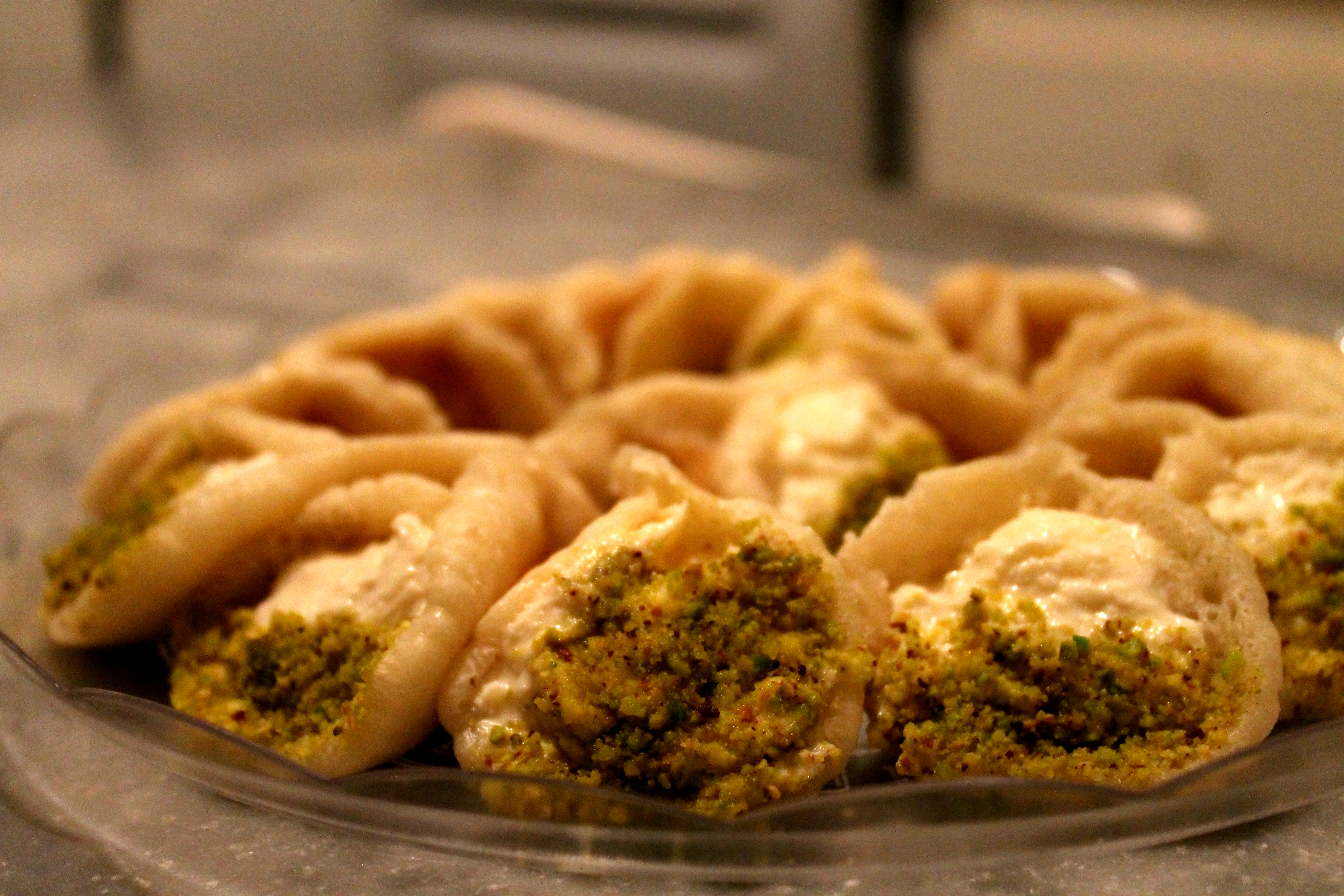
Plat de qatayef, dessert traditionnel en période de ramadan.

Une fois le jeûne de la journée terminé, le ramadan est l'occasion de nombreux repas partagés en famille ou avec la communauté, notamment avec les plus pauvres. Des plats spécifiques, sucrés ou salés, sont confectionnés pendant cette période, notamment certaines pâtisseries qu'on ne mange pas le reste de l'année, par exemple le qatayef au Moyen-Orient. Traditionnellement, la rupture du jeûne se fait chaque jour en consommant d'abord des dattes.

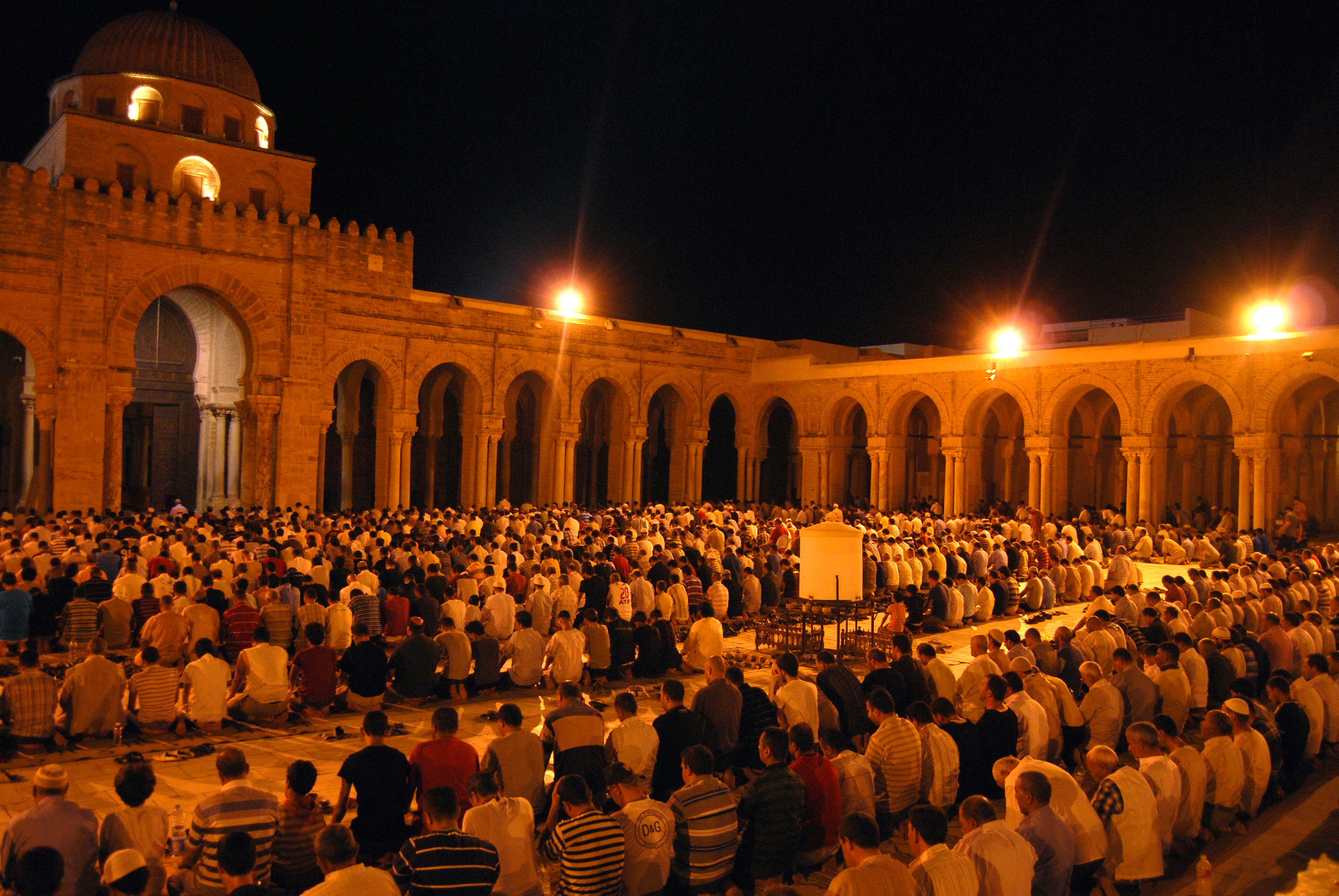
Fidèles accomplissant les tarawih dans la cour de la grande mosquée de Kairouan (Tunisie) durant le ramadan 2012.

## Aspects socio-économiques

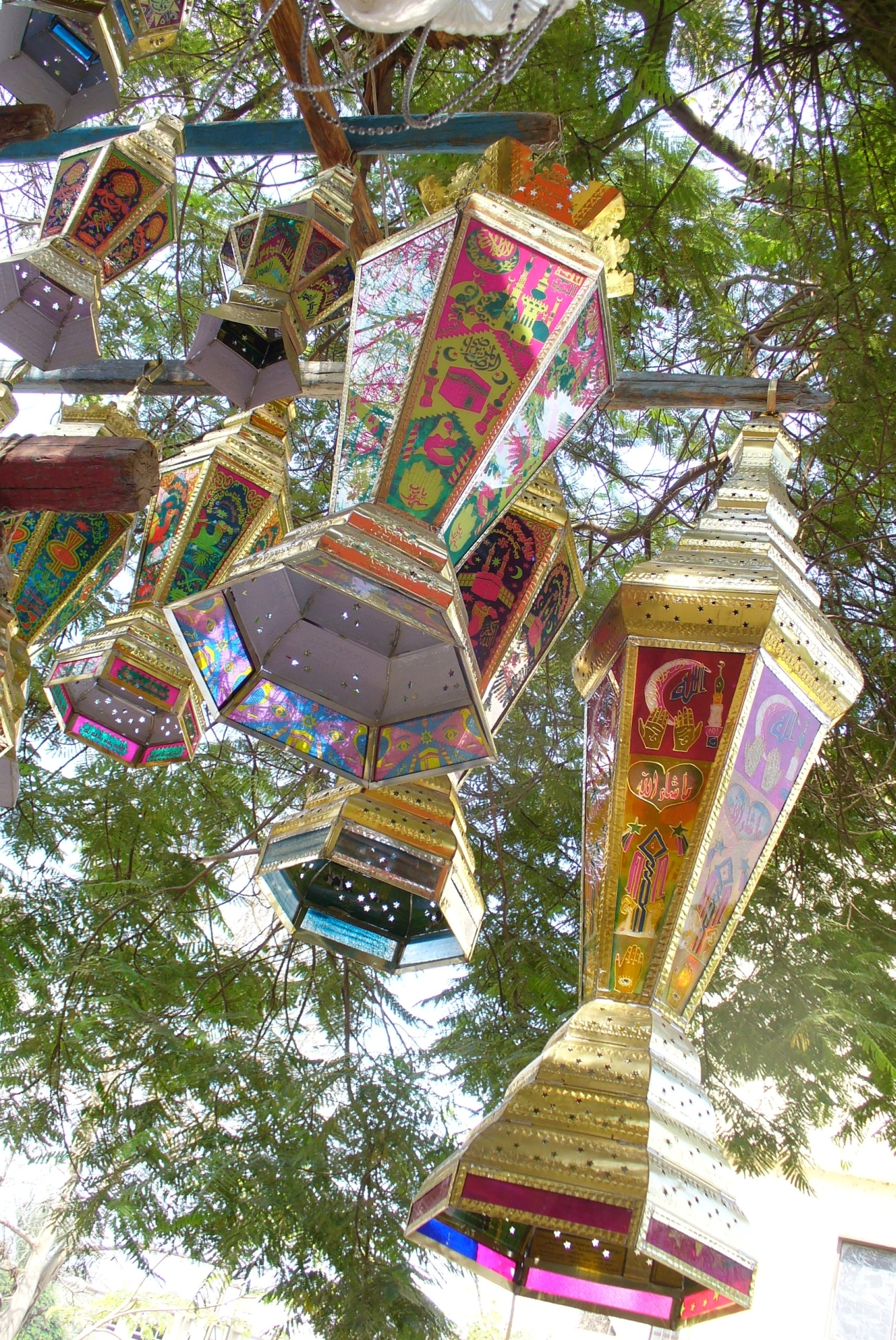
Lanternes ramadanesques au Caire, Égypte.

### Dans les pays arabes
Si le ramadan est un temps particulier de dévotion, il s'agit aussi d'un temps à forte dimension communautaire. Associé aux fêtes dans l'esprit des non-musulmans, le terme ramadan a même été, par altération, transformé à la fin du XIXe siècle, en ramdam, qui signifie « grand bruit » ou « vacarme ». En effet, la rupture du jeûne est une occasion de festivité, ce qui augmente les dépenses alimentaires des ménages égyptiens de 50 à 100 % en Égypte, de 30 % en France tandis que l'essentiel de la nourriture achetée est jetée sans être consommée. Ce mois peut s'accompagner d'un marketing particulier. Cette surconsommation s'accompagne d'une augmentation des maladies cardio-vasculaires et du système digestif, d'infarctus ou d'AVC.
Le ramadan peut aussi entraîner une baisse de la productivité en raison de congés maladie, absentéisme, etc.. Si ce recul est complexe à identifier pour des questions de report de projet, le manque à gagner pour les pays à forte pratique serait de 20 %. Cette baisse est en partie compensée par le regain de la consommation.
Dès le XIXe siècle, selon l'historien François Georgeon, les risques de débordements liés à « la nécessité de laisser la population se défouler » sont reconnus et pris en compte par les autorités ottomanes. Si des violences importantes ne sont pas particulièrement connues à cette occasion, les nuisances liées aux loisirs et les tapages sont bien attestées. La violence — qui résulte de la tension liée à la fatigue et au jeûne mais aussi de la volonté de certains musulmans d'imposer une pratique religieuse — est toujours attestée dans certains pays musulmans : « Chaque année pendant le ramadan, les rixes deviennent monnaie courante dans les rues du Maroc. Et il arrive qu'elles se terminent mal. ». Selon une étude menée en 2005 sur la violence en Arabie saoudite durant le mois de ramadan, les agressions diminuent et les vols augmentent de manière peu significative. La seule différence marquante est dans la baisse des crimes liés à l'alcool.
Selon le géopolitologue Frédéric Encel, la période du ramadan est une période propice pour des raisons symboliques pour le combat et les attentats,. En 2016, l'organisation terroriste État islamique demande d’être particulièrement actif pendant cette période, vantant le djihad et le martyre. Selon Thomas Hegghammer, mourir en martyr pendant le ramadan, ou le jour de Laylat al-Qadr, semble important pour leurs biographes. « Il semblerait que la croyance à la valeur du martyre pendant le ramadan ait affecté les modes de recrutement de Saoudiens pour l’Irak ».
Le mois de ramadan est aussi la période de l'année où les chaînes de télévision arabes réalisent les meilleures audiences, notamment aux heures de grande écoute, aux alentours de l'iftar. Si le choix des programmes est crucial pour les chaînes arabes, c'est parce que les recettes publicitaires grimpent à une vitesse folle pendant ce mois. Ainsi, selon Ipsos, un spot publicitaire sur MBC, chaîne de télévision panarabe d'origine saoudienne émettant depuis Dubaï, coûte 12 104 dollars pendant le ramadan contre 4 450 dollars le reste de l'année, soit trois fois plus que son prix initial.

### Consommation
En France, la consommation des ménages musulmans augmente de 40 % durant le mois du ramadan. D'après le cabinet Solis, leurs dépenses alimentaires passent de 282 à 394 euros par mois. Le chiffre d'affaires total du ramadan dépasserait 400 millions d'euros en France. D'après une étude de Solis publiée en 2023, le marché du halal représenterait environ 7 milliards d'euros, contre 5,5 milliards en 2009, pour une population musulmane estimée par l'Insee à près de 10 % de la population française.

### Effet sur la croissance économique
Selon un rapport de DinarStandard, un cabinet de conseil basé à Dubai, publié en 2011, le mois du ramadan a coûté 1,4 milliard de dollars de PIB aux Émirats arabes unis. DinarStandard estime la perte de PIB des pays musulmans à 7,7 % durant le mois du ramadan.

### Productivité et temps de travail
La productivité de la population musulmane active est 35 % à 50 % plus faible durant le mois du ramadan à cause de la diminution du temps de travail des travailleurs musulmans.
Dans les pays membres de l'Organisation de la coopération islamique, il est estimé que les actifs travaillent deux heures de moins par jour durant le mois du ramadan. Cela se traduit par une perte de 42 heures de travail sur l'ensemble du mois du ramadan. Ce temps de travail n'est pas rattrapé sur le reste de l'année. Si l'on travaille en moyenne 1 700 heures par an, cette perte représente une réduction de la production de 2,5 % par an.

## Effets sur la santé

### Pratique par les femmes enceintes
Selon une méta-analyse et une revue de la littérature publiée en 2024 examinant l'impact du jeûne du Ramadan pendant la grossesse sur la santé des descendants tout au long de leur vie, l'exposition prénatale au Ramadan n'a pas d’effet significatif sur le poids de naissance ou la prématurité, mais semble baisser la probabilité d'avoir un enfant de sexe masculin. À l'enfance, les enfants exposés affichent des performances cognitives légèrement inférieures et une taille réduite, particulièrement visible avant l'âge de 5 ans. À l'âge adulte, l'exposition prénatale est associée à une probabilité accrue de déficiences auditives. 